# عبد القادر عبد اللطيف
عبد القادر عبد اللطيف حكم كرة قدم عراقي سابق.
و قد حكم في كأس الخليج 1984، وقد أدار مباراة منتخب قطر لكرة القدم ومنتخب عمان لكرة القدم في 18 مارس 1984، وقد أدار مباراة منتخب الكويت لكرة القدم ومنتخب عمان لكرة القدم في 25 مارس 1984.